# Gheorghe Nenciu
Gheorghe Nenciu (n. 1944) este un fizician român, membru corespondent al Academiei Române din 2015, membru al Academia Europaea din 2017.